# 牧場の聖母
『牧場の聖母』（まきばのせいぼ、伊: Madonna del Prato, 独: Madonna im Grünen, 英: Madonna del Prato）の名前で知られる『聖母子と幼児の洗礼者聖ヨハネ』（英: Madonna with the Christ Child and Saint John the Baptist）は、盛期ルネサンスのイタリアの巨匠ラファエロ・サンツィオが1506年に制作した絵画である。油彩。長らくウィーンのベルヴェデーレ宮殿の帝国コレクションに加わっていたことから、『ベルヴェデーレの聖母』（英: Madonna del Belvedere）としても知られている。聖母マリアの衣装の縁飾りに「M.D.VII」の年記があり、1506年の制作であることがわかっている。作品は現在、ウィーンの美術史美術館に所蔵されている。

## 来歴
ジョルジョ・ヴァザーリによると、スコットランド国立美術館の『ナツメヤシのある聖家族』（Sacra Famiglia con palma）とともに、フィレンツェの商人であり、人文主義者、パトロンのタッデオ・タッデイのために描かれた。1662年、タッディの子孫は絵画をオーストリア大公フェルディナント・カールに売却した。その翌年、絵画はインスブルックのアンブラス城に移され、1773年にウィーン、ベルヴェデーレ宮殿の帝国コレクションに加えられた。

## 背景

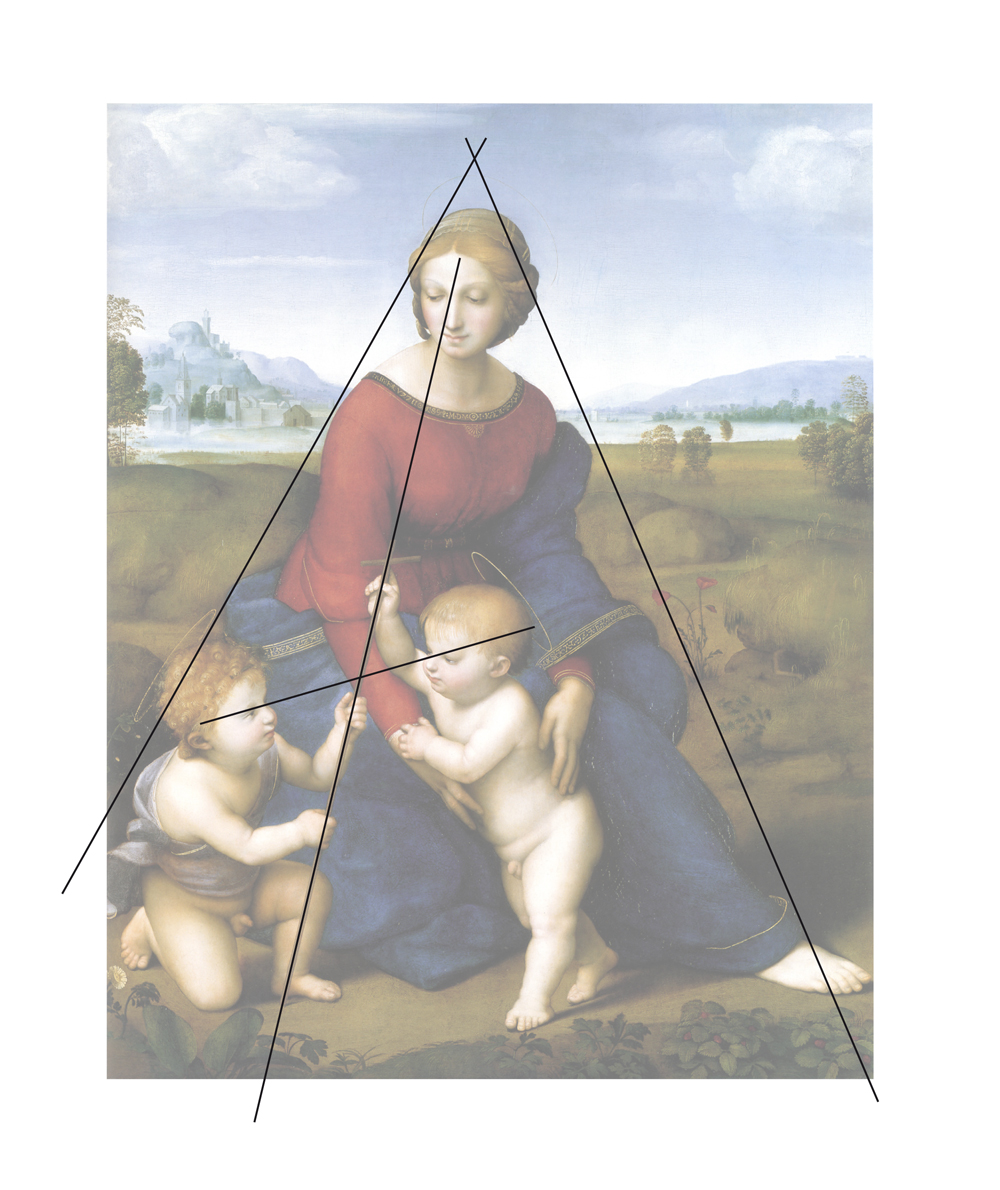
『牧場の聖母』のピラミッド型の構図。

ラファエロの聖母子画にはさまざまなヴァリエーションがあるが、フィレンツェ時代に最も完成した表現を見せたのは、聖母マリア、幼子イエス・キリストに幼児洗礼者ヨハネを加えた3人の組み合わせである。なお、ヨハネはフィレンツェの守護聖人であったので、フィレンツェで依頼を受けた作品にヨハネを描きいれることはほとんど義務的なことであった。
石の台座に腰をおろした聖母マリアと2人の幼児というこの組み合わせは、聖母の頭部を頂点とする安定したピラミッド型構図を作るのにきわめて適しており、画家は風景の中の群像構成の最も完成した形式を生み出した。このピラミッド型構図は、ラファエロが当時フィレンツェにいたレオナルドから学んだものであり、レオナルドの『岩窟の聖母』（ルーヴル美術館）などの作品で見ることができる。しかし、レオナルドのピラミッド型構図が正三角形であるのに対し、ラファエロのそれは二等辺三角形をなしている。
本作とほぼ同時期に制作された『ヒワの聖母』 (1505-1506年、ウフィツィ美術館) や『美しき女庭師』 (ルーヴル美術館) も、2人の幼児に聖母が取り囲まれている構図をとっている。これら3作すべてに共通する特徴がほかにもいくつかある。聖母は赤と青の服を着ており、同じ3人の人物が描かれている。また、自然の背景、本、十字架、または実際にはゴシキヒワの表現による教会とのつながりも然りである。

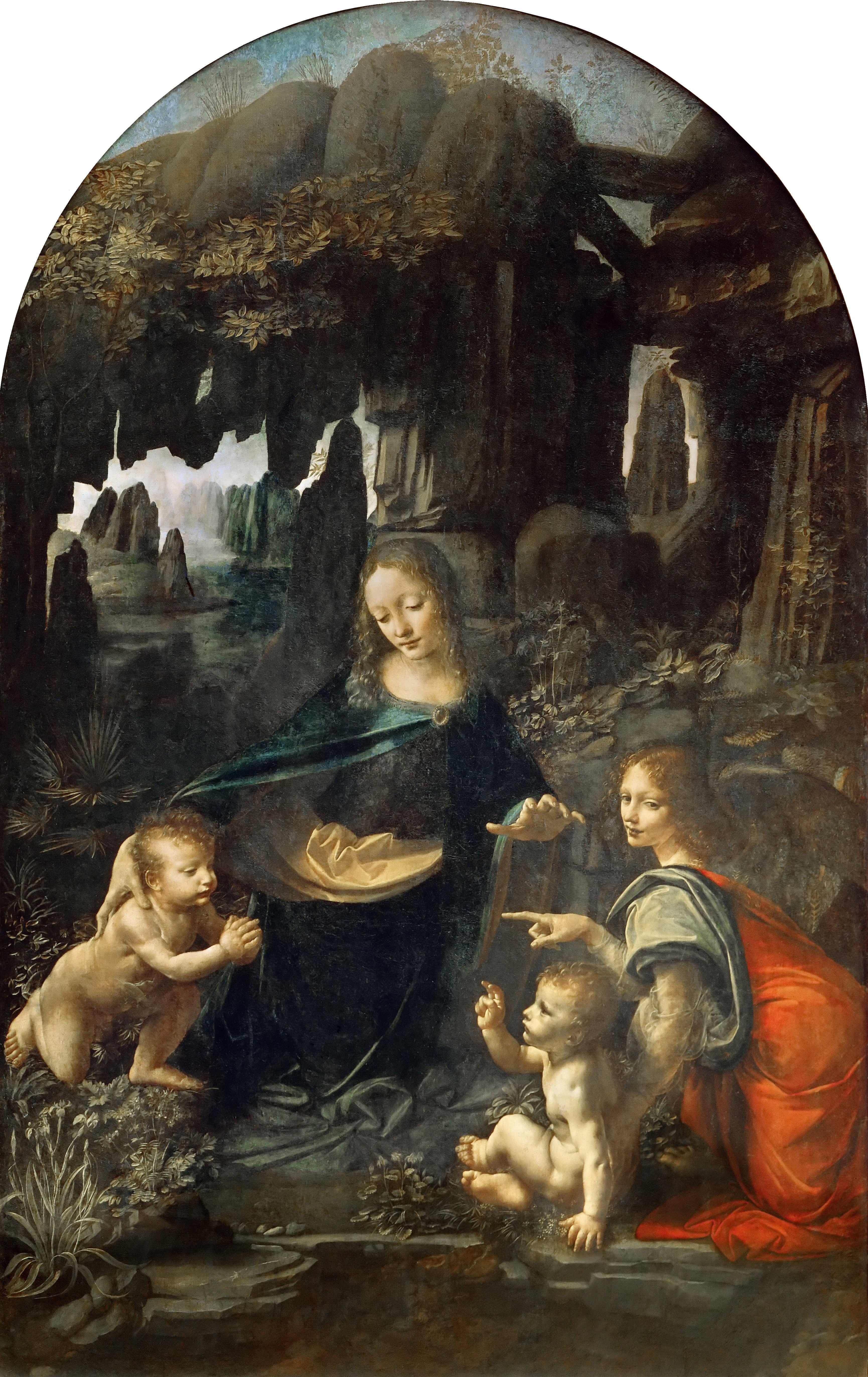
レオナルド『岩窟の聖母』 (1483-1486年)  ルーヴル美術館所蔵
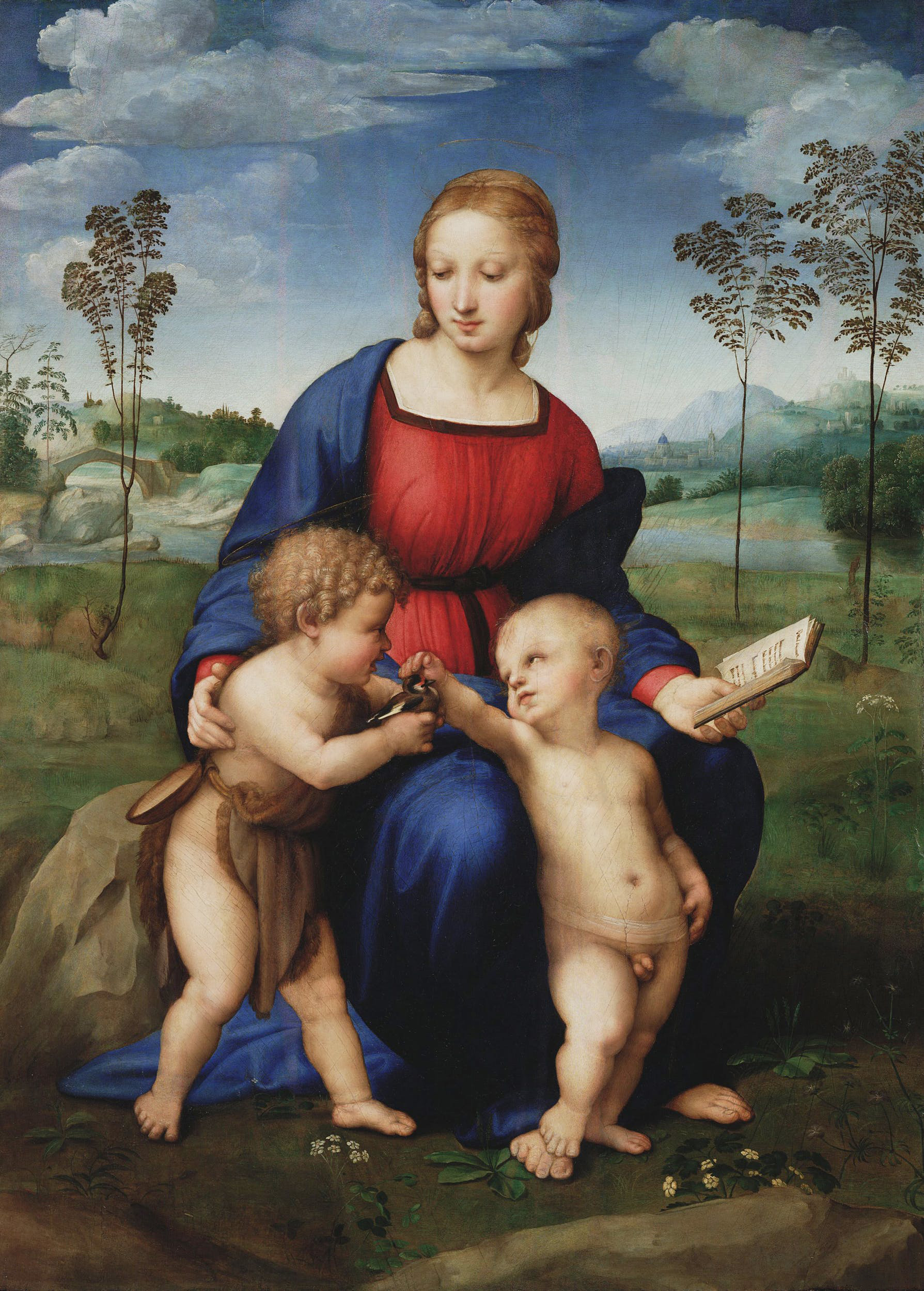
ラファエロ『ヒワの聖母』 (1505年–1506年)  ウフィツィ美術館所蔵
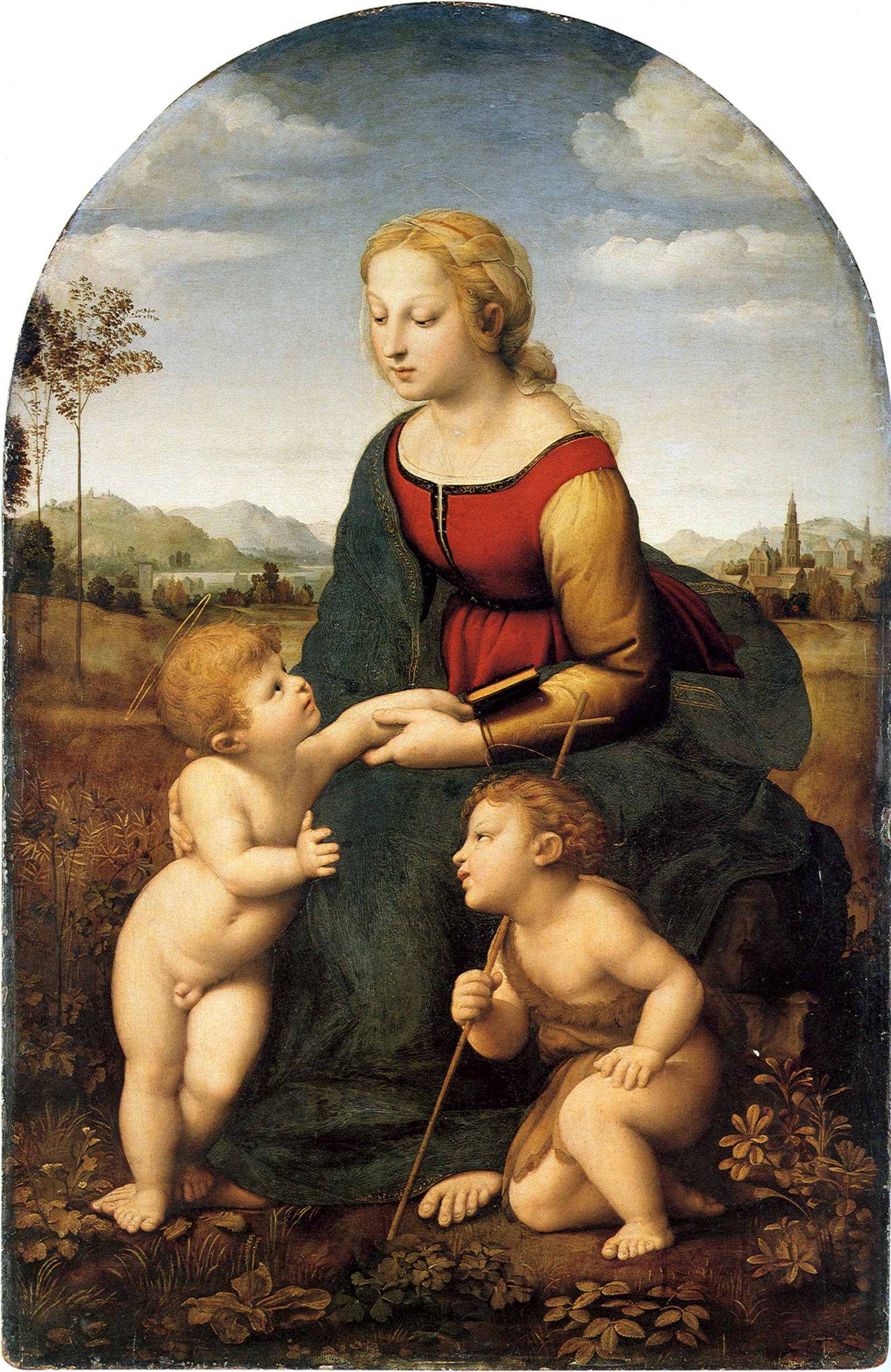
ラファエロ『美しき女庭師』 (1507年–1508年)  ルーヴル美術館所蔵

## 作品

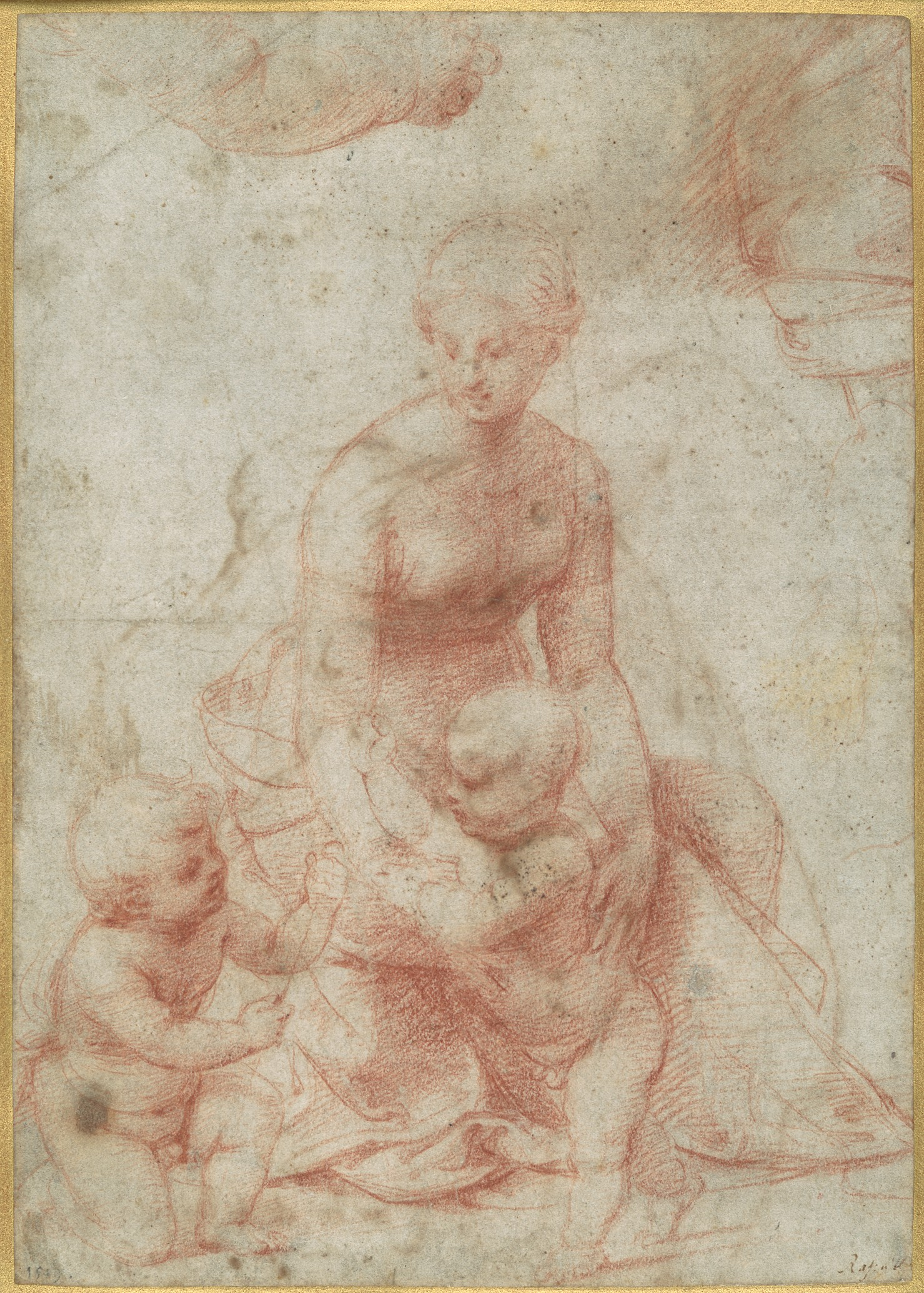
赤チョークで描かれた準備素描。メトロポリタン美術館所蔵。

この絵画は1504年から1505年にフィレンツェに到着してから数か月以内に23歳のラファエロによって制作された。この場面は聖母マリア、幼いイエス、洗礼者聖ヨハネの姿を穏やかな芝生の草地に、彼らの視線でつながれたピラミッド型の配置で表している。聖母は赤いドレスに金で縁取られた青いマントを配置し、左脚を対角線に沿って伸ばしている。彼女の視線はヨハネに注がれ、頭部はわずかに左に傾いている。ヨハネが手に持っている十字架に触れるためイエスが左足を前に地面に立っており、聖母の手は我が子の腰を支えている。
ケシの花はイエスの「受難」、死、そして「復活」を意味する。この絵画は平和で優しく牧歌的な瞬間を描いている。この平和は唯一、聖ヨハネが持っている来たるべき「受難」を暗示する十字架をイエスがつかむことで妨げられている。この種の穏やかで調和のとれた構図は、ルネサンス期のパトロンから非常に高く評価され、ラファエロはヴァチカン宮殿の今日「ラファエロの間」として知られる部屋でローマ教皇ユリウス2世のためにフレスコ画を描く任務を与えられた。

ラファエロ『カウパーの小聖母』 (1505年頃) ナショナル・ギャラリー (ワシントン)所蔵。

ラファエロが描いた絵画の多くの準備素描の1つである赤チョークの構図習作は、メトロポリタン美術館に所蔵されている（その裏側に解剖学的に正確な男性が描かれており、おそらく『十字架降下』でイエスの隣にいる泥棒の1人の習作と思われる）。
1983年、美術史美術館の絵画主任管理委員は『牧場の聖母』を変形させた加筆とニスを取り除いた。この修復により、絵画の構造は『カウパーの小聖母』（ワシントン・ナショナル・ギャラリー）の構造に類似しており、半透明の油絵具、不透明な下塗り、ジェッソの地で構成されていることが明らかになった。観察された損傷は同じ要因、すなわちローブとマントにおけるラファエルの描画技術によって引き起こされていた。青いマントは油層の不均一な乾燥によって広いクラクリュール（ひび割れ）が起きている。またこの絵画は深い影と肌をモデリングする冷たいトーンと暖かいトーンの微妙な相互作用が特徴となっている。板絵の影と縁に見える青みがかった色調は肌のなめらかで軟らかい白とピンクの下にある。さらに作品を綿密に調べると、青の筆触は人物の輪郭に沿っているように見え、表面だけでなくX線写真でも確認できるため、人物の後に空が描かれたことがわかる。赤外線技術を使用した調査からパネルに転写された下絵もわかっている。この転写の際に残されたしるしは明確かつそれらを結ぶ線は正確であり、画家の制作過程を明らかにしている。